# クアウテモク・カルデナス

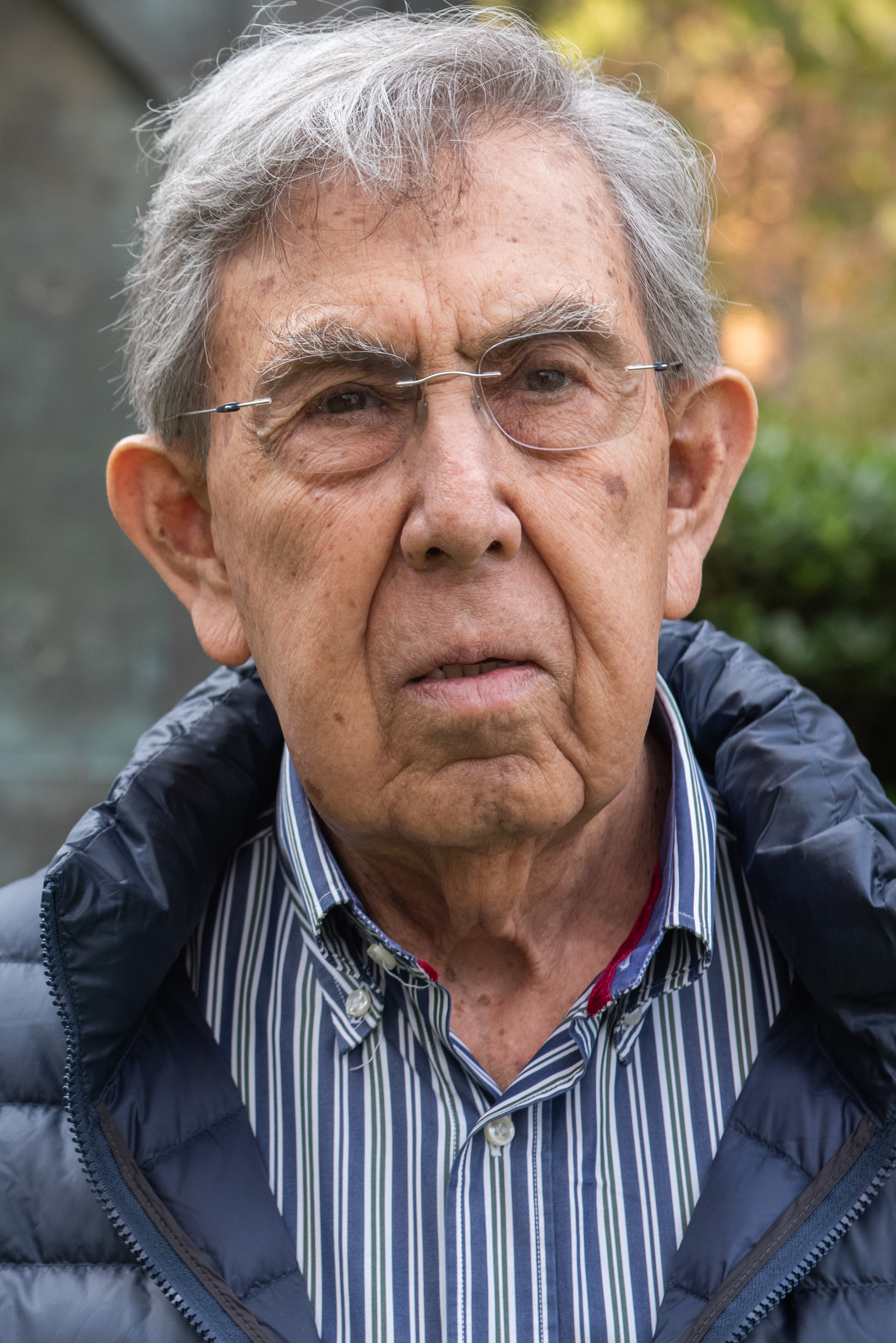
クアウテモク・カルデナス（2022年）

クアウテモク・カルデナス・ソロルサノ（Cuauhtémoc Cárdenas Solórzano、1934年5月1日 -）はメキシコの政治家。メキシコシティの市長が公選制になって最初の市長をつとめた（1997-1999年）。左派の民主革命党(PRD)を組織し、メキシコ大統領に3度立候補したが落選した。

## 経歴
クアウテモク・カルデナスはメキシコの大統領ラサロ・カルデナスの息子としてメキシコシティに生まれ、大統領官邸のロス・ピノスで育った。1957年にメキシコ国立自治大学の土木工学の学位を取って卒業し、フランスとドイツに留学した。その後は技術者として働いた。1961年に左派政党の国民解放運動 (Movement of National Liberation) に参加した。1960年代にはラサロ・カルデナス鉄鋼会社の理事をつとめた。
1970年代に制度的革命党(PRI)に参加した。1976年に連邦議会の上院議員に選出され、農務省の林業次官をつとめた。1980年から6年間、父の生まれ故郷であるミチョアカン州知事をつとめた。
1987年に制度的革命党から離れ、1988年に左派の国民民主戦線(FDN)を旗あげして大統領選 (1988 Mexican general election) に出馬した。政府は選挙の集計を突然中断し、制度的革命党のカルロス・サリナス・デ・ゴルタリが勝利したと発表した。カルデナスは選挙が不透明だと主張し、7月17日に20万人の支持者とともにソカロで抗議集会を開いた。カルデナスは支持者たちとともに民主革命党(PRD)を組織した。
大統領に就任したサリナス・デ・ゴルタリは北米自由貿易協定(NAFTA)への参加とエヒードの私有地化のためにメキシコ憲法を改正したが、カルデナスはどちらにも反対した。
1994年の選挙 (1994 Mexican general election) でカルデナスはふたたび大統領に立候補したが、ふたたび制度的革命党のエルネスト・セディージョに敗れて3位に終わった。しかし民主革命党は議席を増やした。

### 市長
従来メキシコシティの市長は大統領によって任命されていたが、1997年にはじめて選挙で選ばれるようになった。カルデナスはこの市長選に出馬し、従来の制度的革命党の市長によってもたらされた貧困・汚職・犯罪・環境汚染に反対した。7月6日にカルデナスは47%の得票によって市長に当選した。これは1929年に制度的革命党が設立されて以来、野党の党首によって得られた最大の勝利だった。
市長としてカルデナスはメキシコシティの水道施設を改善し、教科書を無償で配布したが、選挙時の公約の多くは実現されず、人気を失った。大気汚染や犯罪の問題をカルデナスは制御することができなかった。

### その後

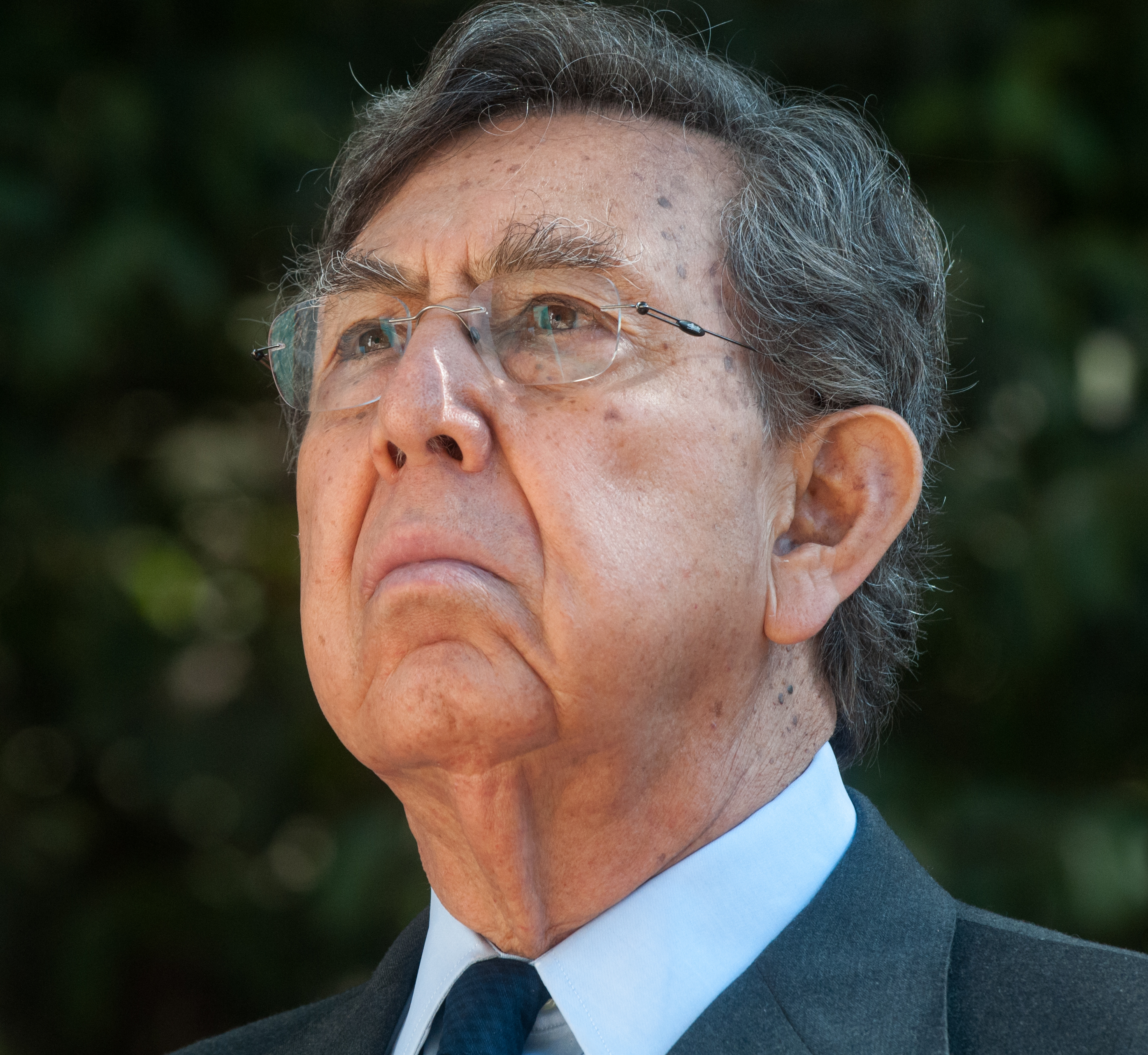
クアウテモク・カルデナス（2013年）

カルデナスは1999年に市長を辞任し、2000年の大統領選挙 (2000 Mexican general election) に出馬したが、今回は国民行動党(PAN)のビセンテ・フォックスが1位、制度的革命党のフランシスコ・ラバスティダ・オチョアが2位で、カルデナスは3位に終わった（なお、制度的革命党は1929年の成立以来はじめて大統領選に敗北した）。カルデナスはフォックス政権についても批判的だった。
カルデナスは2010年のメキシコ革命100周年記念式典の調整役をつとめたが、2006年に辞任した。
2006年の大統領選挙 (2006 Mexican general election) にも出馬しようとしたが、民主革命党はアンドレス・マヌエル・ロペス・オブラドールを候補に指名した。その後も民主革命党の主要な成員であり続けたが、2014年に党を去った。
2011年、連邦議会上院はカルデナスにベリサリオ・ドミンゲス・メダル (Belisario Domínguez Medal of Honor) を贈った。
2020年9月にCOVID-19に陽性と診断されたと報道された。